# Stille Nacht – Ein Fest der Liebe
Stille Nacht ist ein deutsch-schweizerischer Film von Dani Levy aus dem Jahr 1995.

## Handlung
Eine Frau, Anfang dreißig, ist schwanger. Zwei Männer kommen als Väter in Betracht. Mit Christian, einem Tai-Chi-erfahrenen Kripobeamten, lebt sie in dessen Wohnung zusammen, mit dem jüngeren Barkeeper Frank teilt sie seit geraumer Zeit das Bett. Ein Zustand, der keinen so recht glücklich macht, weshalb alle drei ausgerechnet an Weihnachten versuchen, die Dinge zurechtzurücken. Christian ist nach Paris geflohen und hat sich in jenem Hotel einquartiert, in dem er mit Julia einst glückliche Stunden verbrachte. Dort setzt er sich eine Frist von acht Stunden, innerhalb derer er seine Geliebte via Telefon zurückgewinnen will. Julia erwartet Frank zu einer Art Abschiedsessen, um ihm das Ende der Affäre zu eröffnen, während Frank den Heiligen Abend für den geeignetsten Termin hält, ihr endlich seine Liebe zu gestehen. Doch so richtig gelingt weder das eine noch das andere, weil ständig das Telefon klingelt, die Leitung gekappt wird oder die Situation viel zu verfahren ist, als dass sich die Protagonisten freistrampeln könnten. (Vorläufige) Ruhe finden sie nach dieser so ganz und gar nicht stillen Nacht erst beim Morgengrauen, wenn auf den Straßen das Leben wieder erwacht.

## Kritik
„Ein an Verweisen und Subthemen überquellendes Beziehungsdrama, das zwar durch die außergewöhnliche Bildgestaltung eine bemerkenswerte formale Geschlossenheit erreicht, die aber keine Entsprechung in einer Vertiefung der Handlung findet.“

## Auszeichnungen
- 1996: Berlinale 1996 – Alfred-Bauer-Preis – Lobende Erwähnung für Dani Levy
- 1996: Berlinale 1996 – Nomination für den Goldenen Bären an Dani Levy
- 1996: Mystfest Nomination für den besten Film an Dani Levy
- 1997: Bayerischer Filmpreis für die beste Kamera an Carl-Friedrich Koschnick
- 1997: Bayerischer Filmpreis für die beste Musik an Niki Reiser

## Hintergrund
Die Gemeinschaftsproduktion von X Filme Creative Pool, der Berner FAMA Film AG und der Berliner Fool Film GbR in Co-Produktion mit dem WDR, arte, Schweizer Fernsehen DRS und Teleclub wurde in Berlin, Paris sowie im Filmstudio Babelsberg in Potsdam gedreht.